# ウラル・コンピュータ
ウラル・コンピュータ（ロシア語: Урал ) は、旧ソ連で製造されたメインフレームコンピュータシリーズの名称。
1955年初めから連続生産が行われ、1975年までに合計で700台近くが生産された。

## 開発の歴史
ウラル・コンピュータは、ソビエト連邦のペンザにある電子計算機製造メーカーでバシール・ラメーエフ主任設計者の指導のもとで開発され、1960年代に主に社会主義国で広く使用されたが、一部は西ヨーロッパやラテンアメリカにも輸出された。インド統計研究所は1958年にウラル-1 を購入した。
エストニアのタルトゥ大学が1965年に新しいコンピュータを導入したとき、既存のウラル-1はヌーオにある科学教育中等学校であるレアアルグムナシウムに移され、ソ連で最初にコンピュータを導入した中等学校の1つになった（エストニアは当時はソビエト連邦構成国）。
コンピュータの名前「ural」は、エストニア語で「コンピュータ」を意味する普通名詞 「raal 」となって1990年代まで使用されたが、後に arvuti (コンピュータ) という言葉に置き換えられた。
モスクワにある 第444学校は、1960年にプログラマーの育成とウラル・コンピュータの操作教育を開始し、1965年には学生が敷地内でウラル・コンピュータを操作している光景が見られた。

## 概要
ウラル-1からウラル-4 モデルは真空管を素子として製造されており、毎秒12,000浮動小数点演算を実行できた。 1ワードは40ビットで構成され、1つの数値または2つの命令を格納することができた。ウラル-2 からは作業用メモリとしてフェライト磁気コアメモリが使用され始めた。
新しいシリーズ (ウラル11～14、1965～1971 年) は、半導体素子を使って製造された。
コンピュータ・センター、産業施設、研究施設で数学的処理ができた。設置面積は約90～100平方メートルが必要であった。三相交流電源で動作し、容量30kVAの三相磁気電圧安定器を備えていた。
システムの主要ユニットは、キーボード、読み取り制御ユニット、入力用パンチテープ・リーダー、出力用テープ・パンチャー（鑽孔機）、プリンター、磁気テープメモリ、フェライト磁気コアメモリ、 ALU （算術論理演算装置）、 CPU （中央演算処理装置）、電源である。

## モデル
いくつかのモデルがリリースされた。

### 真空管式
- ウラル- 1（ロシア語版） – 1956年

真空管を使用した小型のコンピュータ。ユニキャストコマンド方式。実行速度は100op/秒。磁気ドラムをDRAM(1024ワード)として使用。磁気テープによる外部記憶装置（40,000ワード）。入出力装置 - パンチ・テープ（10,000ワード）。
- ウラル- 2（ロシア語版）– 1959年

RAMとしてフェライト磁気コアメモリを搭載。
- ウラル- 3 – 1964年

RAMとしてフェライト磁気コアメモリを搭載。
- ウラル- 4 – 1962年

シリーズ「ウラルl-2」-「ウラル-3」-「ウラル-4」は、ソフトウェアとハードウェアが相互に互換性がある。

### 半導体式
- ウラル-11[6] – 1965年

ウラルシリーズで最初の半導体機。ユニキャストコマンド方式。
- ウラル-14[7] – 1965年
- ウラル-16[8] – 1969年

## 参照
- バシール・ラメーエフ、ウラルシリーズの主任設計者
- 電子計算機の歴史
- 真空管式コンピュータ一覧